# We Are the Champions
Singles de Queen
Long Away
(1977) Spread Your Wings
(1978)
We Are the Champions est une chanson du groupe britannique Queen, sortie en single en 1977, avec We Will Rock You comme face B, titre avec lequel il s'enchaîne sur l'album News of the World. Écrite par Freddie Mercury, elle est le premier extrait de l'album News of the World. Ce morceau est devenu très populaire dans le monde sportif — surtout au football et au cricket — et salue notamment nombre de remise de titres sportifs.

## Clip vidéo
Le clip de la chanson a été filmé lors d'un tournage vidéo spécial avec des membres du fan club au New London Theatre Centre le 7 octobre 1977 sous la direction de Derek Burbridge,. Une autre version, qui commence en noir et blanc avant de se colorer en même temps que la batterie et les guitares, a été diffusée sur Top of the Pops 2 et comprend des images alternées prises le même jour.

## Classements et certifications
| Classements (1977-1978)                             | Meilleure position |
| --------------------------------------------------- | ------------------ |
| Allemagne (GfK Entertainment)                       | 13                 |
| Autriche (Ö3 Austria Top 40)                        | 12                 |
| Australie (Kent Music Report)                       | 8                  |
| Belgique (Flandre Ultratop 50 Singles)              | 10                 |
| Canada (RPM Top Singles)                            | 3                  |
| Espagne (Promusicae)                                | 18                 |
| États-Unis (Billboard Hot 100)                      | 4                  |
| États-Unis (Cash Box Top 100)                       | 3                  |
| France (IFOP)                                       | 5                  |
| Irlande (IRMA)                                      | 3                  |
| Norvège (VG-lista)                                  | 6                  |
| Nouvelle-Zélande (RMNZ)                             | 8                  |
| Pays-Bas (Single Top 100)                           | 2                  |
| Pays-Bas (Single Top 100) Single Tip                | 15                 |
| Pays-Bas (Nederlandse Top 40)                       | 2                  |
| Pays-Bas (Nederlandse Top 40) Tipparade             | 1                  |
| Royaume-Uni (UK Singles Chart)                      | 2                  |
| Suède (Sverigetopplistan)                           | 14                 |
| Suisse (Schweizer Hitparade) Classement alémanique  | 49                 |
| Suisse (Schweizer Hitparade) Classement francophone | 5                  |

| Classement (1993-94)                                          | Meilleure position |
| ------------------------------------------------------------- | ------------------ |
| France (SNEP)                                                 | 14                 |
| Pays-Bas (Single Top 100)                                     | 27                 |
| Pays-Bas (Nederlandse Top 40)                                 | 29                 |
| Pays-Bas (Nederlandse Top 40) Tipparade                       | 4                  |
| Classement (1998)                                             | Meilleure position |
| France (SNEP)                                                 | 10                 |
| Classement (2006)                                             | Meilleure position |
| États-Unis (Billboard Hot Digital Songs)                      | 61                 |
| Classement (2010-11)                                          | Meilleure position |
| Belgique (Flandre Ultratop 50 Singles) Back Catalogue Singles | 11                 |
| Espagne (PROMUSICAE)                                          | 28                 |
| Pays-Bas (Single Top 100)                                     | 59                 |
| Classement (2014-16)                                          | Meilleure position |
| Allemagne (GfK Entertainment)                                 | 60                 |
| Pologne (ZPAV)                                                | 50                 |
| Classement (2018)                                             | Meilleure position |
| France (SNEP)                                                 | 21                 |

| Pays          | Ventes      | Certifications |
| ------------- | ----------- | -------------- |
| États-Unis    | 3 000 000 + | 3 × Platine    |
| France        | 500 000 +   | Or             |
| Italie (FIMI) | 50 000 +    | Platine        |
| Royaume-Uni   | 500 000 +   | Or             |

## Version de Queen + Adam Lambert
Singles de Queen + Adam Lambert
The Show Must Go On (Live at O2 Arena, 4 July 2018)
(2020)
Durant le confinement en raison de la pandémie de Covid-19, Brian May, Roger Taylor et Adam Lambert enregistrent une version intitulée You Are the Champions. Les bénéfices sont reversés à un fonds de soutien de l'Organisation mondiale de la santé.
Cette nouvelle version, publiée en mai 2020, se classe notamment 4e au classement Hot Rock & Alternative Songs (en) de Billboard. Il débute à la 95e place du UK Singles Chart.
En plus d'une sortie en numérique, la chanson est sortie en août 2020 en édition limitée sur CD et 45 tours avec seulement 3 000 exemplaires sur chaque support. Ces deux versions physiques atteignent la première place de leur classement respectif au UK Official Charts le 28 août 2020,.
Un clip accompagne la sortie de la chanson. Il montre Brian May, Roger Taylor et Adam Lambert interprétant la chanson chacun de son côté, ainsi que des infirmiers et personnels soignants, des familles confinées, etc.

### Liste des titres
- 45 tours et CD single[33],[34]

1. You Are the Champions – 2:07
2. You Are the Champions (version instrumentale) – 2:07

- Digital download and streaming[35]

1. "You Are the Champions" – 2:07

## Reprises
Durant le concert hommage The Freddie Mercury Tribute en 1992, la chanson est notamment interprétée par Liza Minnelli en clôture du concert.
Green Day a interprété la chanson au Reading Festival 2004 et au Live 8 en 2005,.
En 2006, une reprise de Crazy Frog sort au moment de la coupe du monde de football de 2006, intitulée We Are the Champions (Ding a Dang Dong).
Adam Lambert et Kris Allen ont interprété la chanson lors de la finale la 8e saison de American Idol le 20 mai 2009.
En 2011, Christina Aguilera, Cee Lo Green, Adam Levine & Blake Shelton chantent la chanson dans l'émission américaine The Voice.
En 2012, Katy Perry l'interprète lors du Summertime Ball 2012 devant 80 000 personnes au stade de Wembley.
Durant leur tournée de 2014, Monumentour, Fall Out Boy chante brièvement la chanson pour introduire son titre Save Rock and Roll.
En 2019, un clip vidéo déprimant de We Are The Champions a été tourné en France, pour dénoncer l'abandon des animaux.
En novembre 2023, la chanteuse américaine Dolly Parton a repris la chanson et en a fait un medley avec We Will Rock You, autre succès de Queen. La version de cette dernière a été publiée dans son Rockstar ainsi que dans sa ré-édition Rockstar (Deluxe).

## Dans la culture
La version originale de Queen a été utilisée dans plusieurs films, notamment dans Les Tronches (Revenge of the Nerds) (1984), Les Petits champions (The Mighty Ducks) (1992), Les Petits champions 2 (D2: The Mighty Ducks) (1994), The Big Tease (1999), Mickey les yeux bleus (Mickey Blue Eyes) (1999), High Fidelity (2000), Le Bon Numéro (Lucky Numbers) (2000), Match en famille (Kicking and Screaming, 2005), You Again (2010)[réf. nécessaire].